# Proosdij (Deventer)
De Proosdij in Deventer is het oudste stenen woonhuis in Nederland. Uit bouwhistorisch onderzoek is gebleken dat de oudste kern van het gebouw dateert van rond het jaar 1130. Het huis is gelegen aan de Sandrasteeg en de Stromarkt, in de kern van de oude stad Deventer.

## Proost
De start van de bouw begon rond 1130 in opdracht van de proost Philips van Katzenelnbogen, die in 1141 bisschop van Osnabrück werd. Het gebouw is opgetrokken uit trachiet en tufsteen, steensoorten die aangevoerd werden vanuit de Eifel. Op de tweede verdieping zijn er aan de kopgevel restanten van drie Romaanse vensters. Het was tot de Reformatie de residentie van de proost van het kapittel van de Lebuïnuskerk. De proost had de leiding over dit college. Op de begane grond was een kapel, gewijd aan Bonifatius, ernaast en erboven waren ontvangstruimtes en woonvertrekken gevestigd. Het gebouw maakte deel uit van de immuniteit, het kerkelijk gebied, bij de Lebuïnuskerk.

## De Sandra
Nadat door middel van het beleg van Deventer in 1591 de calvinistische Maurits van Oranje de stad veroverd had op de katholieke Spanjaarden, werd de proosdij aan de Katholieke Kerk onttrokken en kwam ze in handen van de Staten van Overijssel. Het huis kreeg diverse andere bestemmingen en werd ten slotte in 1677 verkocht aan majoor Hendrik de Sandra, een hoge militair uit het Staatse leger, die er ging wonen met zijn gezin. Hij bezat ook twee naastgelegen woningen; de naam 'Sandrasteeg' is aan deze bezittingen ontleend. Een gebied achter de Proosdij dat deel uit had gemaakt van het Bisschopshof kreeg in diezelfde tijd een bestemming als marktplein en heet sindsdien Stromarkt.

## Marchant
De politicus en spellingshervormer H.P. Marchant werd hier in 1869 geboren en groeide op in dit huis.

## Restauratie
Het gebouw stond in de jaren 1970 leeg en werd vervolgens decennialang als kraakpand bewoond. In de jaren negentig van de twintigste eeuw is het geheel gerestaureerd en in 1994 werd de steeg waar de voorgevel aan grenst overkapt om het negenhonderd jaar oude muurwerk tegen verdere weersinvloeden te beschermen.
De nabijgelegen Proosdijpassage leidt naar het voormalige grondgebied van de proosdij waar lang markt is gehouden. Ze werd pas in de jaren tachtig van de twintigste eeuw aangelegd om het winkelgebied beter te ontsluiten.